# Сад Архімеда (музей математики)
Сад Архімеда (італ. Giardino di Archimede) — новостворений музейний заклад в місті Флоренція, присвячений математиці і спрямований на підвищення авторитету математики як науки, а також її популяризації серед дітей та юнацтва.

## Назва
В назві музею математики «Сад Архімеда» знайшла продовження усталена західно-європейська традиція використовувати слово «сад» для позначення певної систематизованої множини, деякого набору речей або явищ (які зовсім не обов'язково належать до галузі ботаніки). З цієї традиції, приміром, походить назва картини Єроніма Босха «Сад земних насолод». Друкар Франческо Маркомоні оприлюднив у Венеції книгу «Сад думок», світлини до якої замовив художнику Джузеппе Порта (бл. 1520–1573).
У XVIII столітті для позначення якоїсь систематизованої множини почали використовувати також термін «словник» («Словник художників», «Словник сирів», створений скандально відомим Джакомо Казановою). Значну систематизовану множину згодом почали називати енциклопедією. Але слово «сад» з культурній традиції не зникло. Октав Мірбо назвав власний твір «Сад тортур», де дав опис тортур в Китайській імперії. В Києві проводили ярмарок «Книжковий сад». 

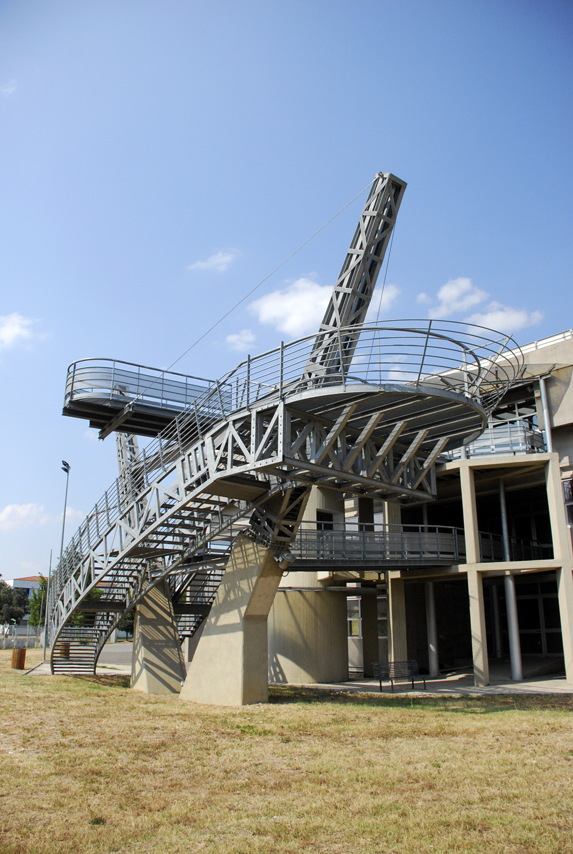
Будівля музею з провокативним фасадом

## Ініціатори створення
Ініціаторами створення нового науково-музейного закладу — Саду Архімеда — були Університет Флоренції, Нормальна школа міста Піза, Університет Сієни, Національний інститут вищої математики і Математичне товариство Італії. Консорціум фундаторів засновано у Флоренції, а його президент став також директором нового музею.

## Три головні відділи
- Успіх математичних відділів на деяких міжнародних виставках спонукав закріпити цей феномен. Здобутий досвід був використаний при створенні одного з відділів музею «Сад Архімеда». Відділ отримав провокативну назву «За межами циркуля».
- Другий відділ має назву «Піфагор і його теорема», де подана низка математичних загадок, з якими знайомляться відвідувачі в прагненні заглибитись в пізнання геометрії.

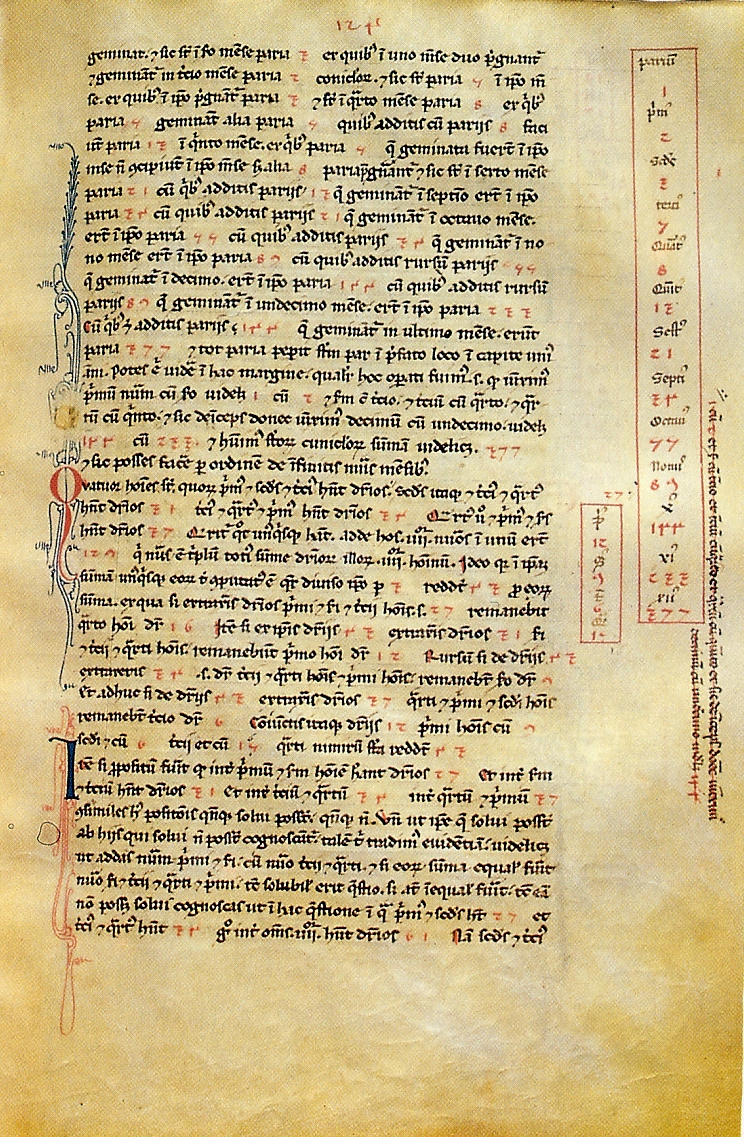
Сторінка трактату Фібоначчі «Книга абака», Національна бібліотека Флоренції.

- «Міст через Середземне море» — назва третього відділу. Він присвячений відомому італійському математику XII століття Леонардо Пізанському (більш відомому як Фібоначчі), який здійснив подорожі в арабські та східні країни (Єгипет, Сирію, Візантію, Сицилію), де вивчав математику. Відвідувачів знайомлять також з другим варіантом твору Леонардо Пізанського «Книгою абака» (тобто «Книгою рахування»), перший її варіант не зберігся. Леонардо Пізанський — автор математичних трактатів, завдяки яким Європа довідалася про винайдену індійцями позиційну систему числення, відому нині як арабські цифри.